# أحمد عبد الله محمد العزاني
أحمد عبد الله محمد العزاني برلماني يمني، عضو في مجلس النواب، عضو لجنة التنمية و النقط و الثروات المعدنية بالمجلس، عن الدورة البرلمانية 2003-2009 والكتلة البرلمانية للمستقلين عن الدائرة الانتخابية رقم (121) بمحافظة أبين.
من مواليد 1955، مديرية لودر، محافظة أبين. حاصل على دبلوم محاسبة.

## فترة المجلس
باتفاق عرف بأسم «إتفاق فبراير» تمددت فترة المجلس لمدة عامين، وبقيام ثورة الشباب اليمنية لم تُجرَ الانتخابات، وبحسب إتفاق المبادرة الخليجية تمددت لمدة عامين آخرين حتى 2013. ولكن نظراً للأزمة السياسية المستمرة منذ ذلك العام واندلاع الحرب القائمة منذ 2015 لم يتسنى انتخاب مجلس نواب جديد، ولا تزال الشرعية متجسدة في المجلس المنتخب عام 2003 حتى اليوم.